# Platyplectrus desertus
Platyplectrus desertus is een vliesvleugelig insect uit de familie Eulophidae. De wetenschappelijke naam is voor het eerst geldig gepubliceerd in 2008 door Yefremova.